# Ruta de Illinois 102
La Ruta de Illinois 102, y abreviada IL 102 (en inglés: Illinois Route 102) es una carretera estatal estadounidense ubicada en el estado de Illinois. La carretera inicia en el sur desde la IL 53     en Wilmington hacia el norte en la US 45  , US 52   en Bradley. La carretera tiene una longitud de 29,5 km (18.33 mi).

## Mantenimiento
Al igual que las autopistas interestatales, y las rutas federales y el resto de carreteras estatales, la Ruta de Illinois 102 es administrada y mantenida por el Departamento de Transporte de Illinois por sus siglas en inglés IDOT.